# فحص الحمض النووي المتفرع
في علم الأحياء، يُعتبر فحص الحمض النووي المُتفرع هو فحص تضخم دلالي (مقارنة بفحص التضخم المستهدف) الذي يُستخدم للكشف عن جزيئات الحمض النووي.
ومن القاعدة، يبدأ فحص الحمض النووي المُتفرع بطبق أو مادة صلبة أخرى داعمة (على سبيل المثال، مقياس عمق بلاستيكي). حيث تُنثر على الطبق جزيئات الحمض النووي الصغيرة أحادية الجديلة (أو السلاسل) التي «تبرز» في الهواء. وسنطلق على هذه الجزيئات جزيئات الحمض النووي لـ«مسبار الالتقاط». وفيما يلي، يتم إضافة جزيء حمض نووي «باسط». ويحتوي كل «باسط» على مجالين، الأول هو الذي يُهجن جزيء الحمض النووي الملتقط والآخر «يتعلق» في الهواء. علمًا بأن هناك جزءين للغرض من الباسط. الأول، هو أنه يؤدي إلى زيادة المساحة السطحية المتاحة لجزيئات الحمض النووي المستهدفة للربط، والثاني، هو أنه يسمح للفحص بأن يكون سهل التكيف للكشف عن مجموعة متنوعة من جزيئات الحمض النووي المستهدف.
ويمكن إضافة العينة، بمجرد أن تكون جزئيات الالتقاط والباسط في موضعها الصحيح وقد تم تهجينها. حيث سترتبط الجزيئات المستهدفة في العينة بالجزيء الباسط. ولذلك يوجد لدينا قاعدة متخللة بمسابير التقاط مهجنة بمسابير الباسط، والمهجنة بالتالي بالجزيئات المستهدفة.
وعند هذه النقطة، يحدث التضخم الدلالي. حيث يتم إضافة جزيء الحمض النووي الخاص ب«باسط التوسيم» الذي يحتوي على مجالين (مشابهين للباسط الأول). وكذلك يقوم باسط التوسيم بتهجين الجزيء المستهدف وجزيء «المضخم المسبق». حيث يحتوي المضخم المسبق بدوره على مجالين. الأول، أنه يرتبط بباسط التوسيم والثاني، أنه يرتبط مع جزيء المضخم. ومن أمثلة جزيء المضخم سلسلة قليل النُّوكليوتيد المرتبطة بإنزيم الفوسفاتاز القلوية.
بيانيًا، يوجد لدينا
قاعدة -> مسبار التقاط -> باسط -> مستهدف -> label باسط -> مضخم مسبق -> مضخم
يمكن استخدام الفحص لكشف وتحديد أنواع عديدة من الحمض الريبي النووي المستهدف أو الحمض النووي الريبوزي منقوص الأكسجين. ففي هذا الفحص، يتم مزج الحمض النووي المتفرع بعينة لفحصها. ويتم الكشف باستخدام طريقة غير مشعة ولا تتطلب مضخم مسبق للحمض النووي للكشف عنه. ويعتمد الفحص بشكل كامل على التهجين. وتُستخدم الإنزيمات لبيان مستوى التهجين ولكن لا يتم استخدامها للتلاعب في الأحماض النووية. وبالتالي، يمكن الكشف عن الكميات الصغيرة من الحمض النووي وتحديد كميتها دون تدخل المنتسخة العكسية (في حالة الحمض الريبي النووي) و/أو تفاعل البوليميراز المتسلسل. ويمكن إجراء الفحص كـ «فحص عالي الإنتاجية» على عكس طريقة التبقيع الشمالي الكمي أو الفحص الوقائي للحمض الريبي النووي، والذي يكون كثيف العمالة وبالتالي يصعب أداؤه في عدد كبير من العينات. وتعتبر التقنية الرئيسية الأخرى للإنتاجية العالية المستخدمة في القياس الكمي لجزيئات الحمض الريبي النووي المحددة هي تفاعل البوليميراز المتسلسل اللحظي، بعد النسخ العكسي لـ الحمض الريبي النووي إلى الدنا المتمم.
وهناك العديد من الجزيئات القصيرة المختلفة من الحمض النووي أحادي الجديلة (قليل النوكليوتيد) يُستخدم في فحص الحمض النووي المُتفرع. يرتبط الالتقاط وباسط الالتقاط قليل النوكليوتيد بالحمض النووي المستهدف ويثبته على دعامة صلبة. ومن ثم يقوم التوسيم قليل النوكليوتيد والحمض النووي المُتفرع بالكشف عن الحمض النووي المستهدف الثابت. ويؤدي ثبات المستهدف على الدعامة الصلبة إلى أن يكون الغسل الشامل أسهل، والذي يقلل من النتائج الإيجابية غير الصحيحة. وبعد ربط الهدف بالدعامة الصلبة، يمكن الكشف عنه من خلال الحمض النووي المُتفرع المقترن بإنزيم (على سبيل المثال، الفوسفاتاز القلوية). ويرتبط الحمض النووي المُتفرع كذلك بعينة الحمض النووي عن طريق التهجين المحدد في المناطق التي لا يوجد بها هجين الالتقاط. حيث يسمح تشعب الحمض النووي بالتزيين الكثيف جدًا للحمض النووي مع الإنزيم، الذي يعتبر مهمًا للغاية للحساسية العالية للفحص. ويقوم الإنزيم بتحفيز رد فعل القوام الذي ينتج الضوء (المكتشف في مقياس الضوء). وتزداد كمية الضوء المنبعثة تبعًا لكمية الحامض النووي المحددة الموجودة في العينة. يختلف تصميم الحمض النووي المُتفرع وطريقة تهجينه مع الحمض النووي المراد فحصه بين الأجيال المختلفة لفحص الحمض النووي المُتفرع.
وبصرف النظر عن الحقيقة التي تنص على أن مادة البدء لا يتم تضخيمها مسبقًا، يمكن أن تكشف فحوصات الحمض النووي المُتفرع عن أقل من 100 نسخة من فيروس العوز المناعي البشري - الحمض الريبي النووي في كل مليلتر من الدم.

## وصلات خارجية
- Branched+DNA+Assay في المكتبة الوطنية الأمريكية للطب نظام فهرسة المواضيع الطبية (MeSH).